# Titularerzbistum Chalcis in Syria
Chalcis in Syria (ital.: Calcide di Siria) ist ein Titularerzbistum der römisch-katholischen Kirche.
Es geht zurück auf einen untergegangenen Bischofssitz in der antiken Stadt Chalkis, die in der römischen Provinz Syria Coele bzw. der spätrömisch-byzantinischen Provinz Syria Prima (oder Syria salutaris) lag. 
| Titularerzbischöfe von Chalcis in Syria | |                                                              |                    |
| Name                                    | Amt | von                                                          | bis                |
| Pietro Zorzi                            | | 20. Februar 1726 (Ernennung)/29. September 1726 (Ordination) |                    |
| Antonio Albergotti                      | | 17. November 1755 (Ernennung)/30. Mai 1756 (Ordination)      |                    |
| Paolo Marusci (Boghos Maruschian)       | 1825 zum Titularbischof von Mactaris ernannt, 1838 zum armenischen Erzbischof von Konstantinopel (Istanbul) ernannt                                                          | 14. August 1832                                              | 3. April 1838      |
| Henri-Victor Altmayer                   | OP, Apostolischer Administrator des Erzbistums Bagdad, wurde 1887 zum Erzbischof von Bagdad ernannt                                                                          | 4. April 1884                                                | 24. November 1887  |
| Severo Garcia                           | 1881 bis 1886 Bischof von Tunja (Kolumbien), resignierte das Amt | 4. Februar 1888                                              | † 16. März 1890    |
| Luiz Antônio dos Santos                 | 1860 bis 1861 Bischof Fortaleza (Brasilien), 1881 bis 1890 Erzbischof von São Salvador da Bahia (Brasilien), resignierte das Amt                                             | 26. Juni 1890                                                | † 11. März 1891    |
| Pietro Facciotti                        | 1879 zum Titularbischof von Abila Lysaniae ernannt, Weihbischof im Bistum Palestrina (Italien), 1880 bis 1897 Bischof von Ferentino, resignierte das Amt                     | 19. April 1897                                               | † 20. April 1913   |
| Paul Aouad (Awad, Auad)                 | 1896 bis 1911 Titularerzbischof von Nazareth (Maroniten), 1911 bis 1941 Erzbischof von Zypern (Maroniten), resignierte das Amt, 1941 bis 1942 Titularerzbischof von Nazareth | 30. Januar 1941                                              | 14. Juni 1941      |
| Antônio Maria Alves de Siqueira         | 1947 bis 1957 Titularbischof von Arycanda, Koadjutorerzbischof von São Paulo, Koadjutorerzbischof von Campinas (Brasilien), 1968 bis 1982 Erzbischof von Campinas            | 19. Juli 1957                                                | 19. September 1968 |